# 真空腔體

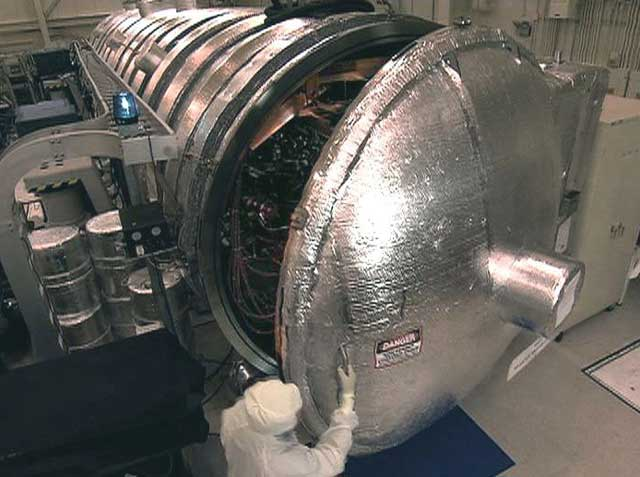
一個大型的真空腔體

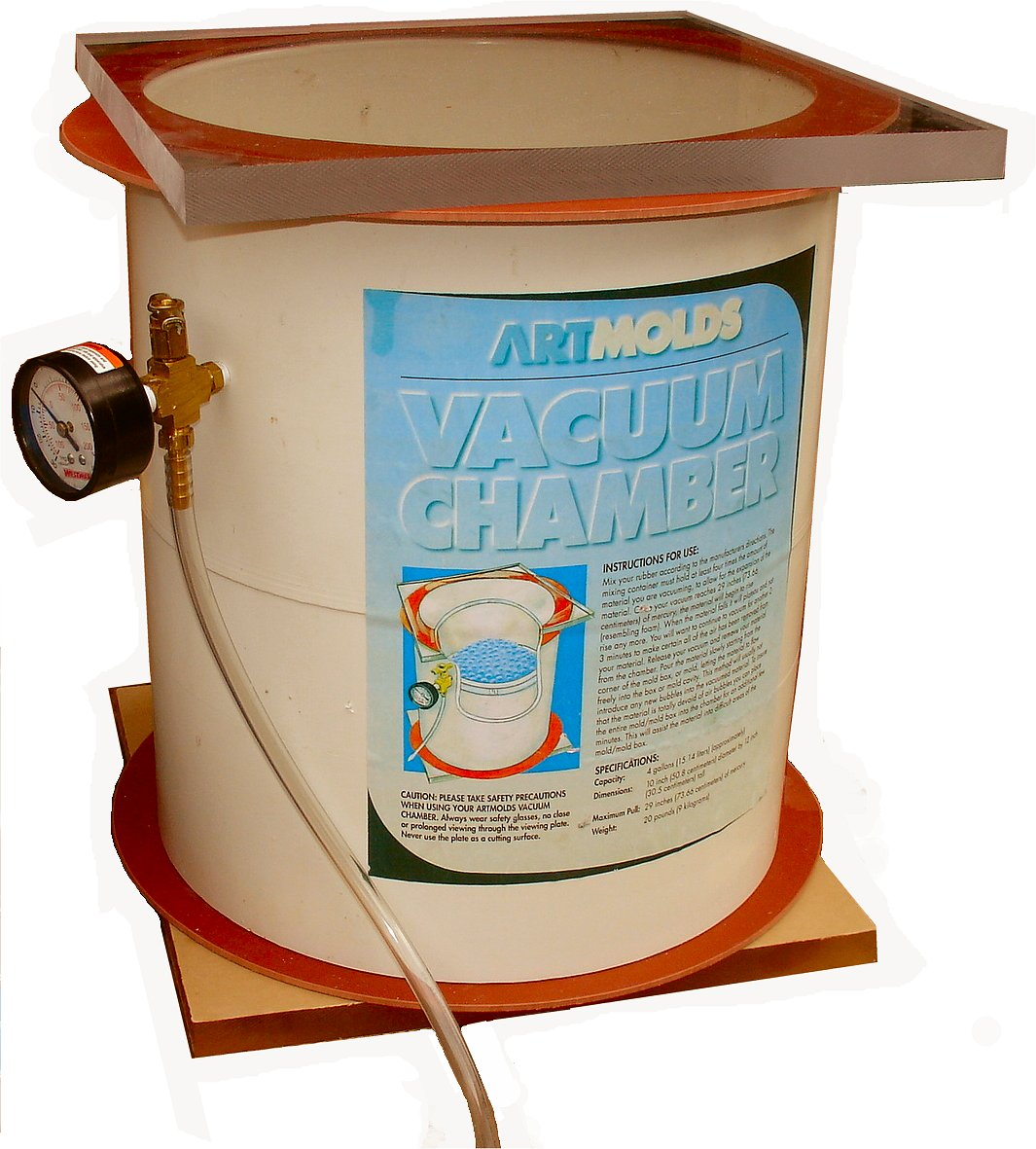
實驗室或工作室在用的陽春小型的真空腔體，用來給模具橡膠或樹脂脫氣

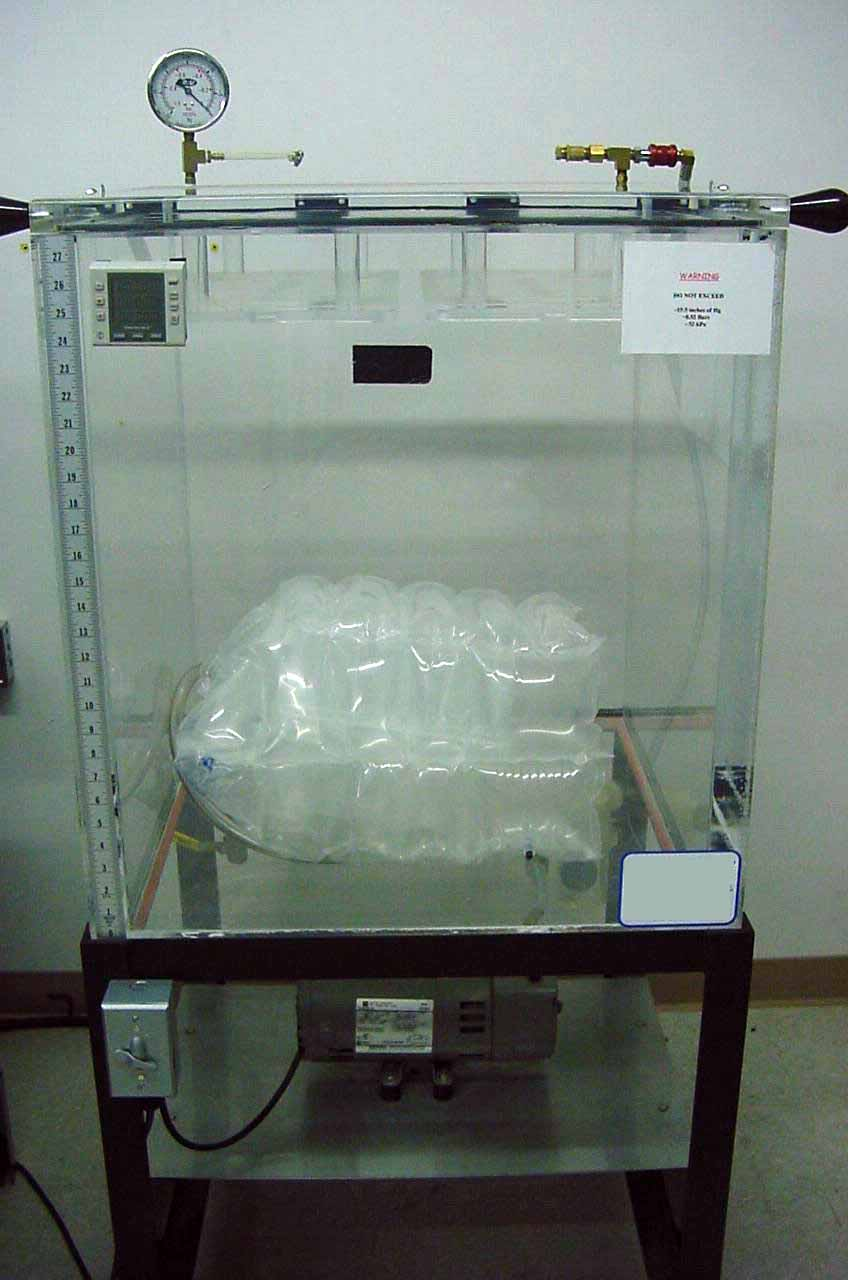
用來測試包裝有無漏氣的真空腔體

真空腔體(vacuum chamber)為一密閉剛體，其內因接真空幫浦而無氣。此導致腔體內維持低壓，為俗稱之真空。真空環境讓研究者的以進行物理實驗、測試即將在外太空運行的機械裝置、進行真空乾燥作業或在真空環境下鍍東西。腔體通常都要用金屬製造，這些用來製造腔體的金屬依其厚度、材料的電阻率、材料的液氣體通透率之不同或能或不能阻擋不同頻率的外加磁場。只有特定某些真空材料適於相關真空用途。
腔體通常會有多個由真空法蘭包覆的閥口，使儀器或窗口可以被裝載在真空腔體之壁面。在中度、低度真空的應用中，這些窗口會用彈性體、O形環等高分子材料來密封。而如果要做高度真空的應用，法蘭上須焊有高硬度的鋼刀，這些鋼刀會法蘭外接上去時嵌入銅墊片。
真空腔體的其中一種-熱真空腔體被頻繁地用在太空載具工程的領域中。它可以用來模擬太空載具將會面對的外部環境。

## 真空腔體材料
真空腔體可以用很多種不同材料製造 "金屬可以說是最普遍的真空腔體材料。"  材料的強度、耐受壓力的能力、對液體或氣體的通透性都是選擇腔體材料時所要謹慎考量的。
常見的腔體材料有:
- 不鏽鋼
- 鋁
- 軟鋼、低碳鋼
- 黃銅
- 高密度陶瓷
- 玻璃
- 壓克力

## 真空除氣
"真空除氣是利用真空移除物質混合時卡在混合物裡的氣體" 真空腔體可以用來確保混合了樹脂、矽膠、固化速度緩慢的硬樹脂之模具沒有氣泡，避免這些需要交聯、固化的高分子材料因起泡而成型不佳或機械強度下降。

## 真空除溼
水及其他液體可能會在製造過程中累積在產品上。"真空過程經常被用來除去產品吸收到的水分(或其它溶劑)。結合熱能，真空是種能有效除溼的方式"